# کارل مالون
کارل مالون (انگلیسی: Karl Malone؛ زاده ۲۴ ژوئیهٔ ۱۹۶۳) یک بازیکن بسکتبال اهل ایالات متحده آمریکا است. از او به عنوان بهترین پست4(power forward) تاریخ بسکتبال یاد می‌شود. کارل از قدرتمندترین بازیکنان NBA محسوب می‌شد. هم چنین او رتبهٔ ۳ بیشترین امتیاز آوران تاریخ NBA را بعد از کریم عبدالجبار دارد. در سال‌های ۱۹۹۷ و ۱۹۹۹ جایزه ارزشمندترین بازیکن NBA را کسب کرده‌است.
او بزرگ‌ترین ستارهٔ بسکتبال است که هیچ وقت عنوان قهرمانی لیگ NBA را بدست نیاورد. کارل در آخرین سال حضورش به تیم لیکرز رفت تا در کنار کوبی برایانت و شکیل اونیل و گری پیتون تیم فوق قدرتمندی برای قهرمانی تشکیل دهد. اما لیکرز در آن سال نتوانست حریف دیترویت در فینال ان بی ای شود و قهرمانی را از دست داد و کارل از دنیای بسکتبال خداحافظی کرد.